# Коломбаре (Верона)
Коломбаре је насеље у Италији у округу Верона, региону Венето.
Према процени из 2011. у насељу је живело 106 становника. Насеље се налази на надморској висини од 35 м.